# Bethlehem Shipbuilding
Bethlehem Shipbuilding Corporation foi um estaleiro dos Estados Unidos empresa subsidiária da Bethlehem Steel. O estaleiro esteve comprometido com o esforço industrial para suprir navios para Primeira e Segunda Guerra Mundial, e operou em diferentes locais em diferentes épocas.

## Instalações
- Baltimore Dry Dock & Shipbuilding Company, Baltimore MD (Baltimore, Maryland), nestas instalações funcionaram os seguintes estaleiros: Skinner & Sons (1827-1872), Maister & Reaney (1872-1880), Columbian Iron Works & Dry Dock Company (1880-1899), Baltimore Shipbuilding & Dry Dock Company (1899-1906]), Skinner Shipbuilding & Dry Dock Company (1906-1915), Bethlehem Steel Key Highway (1922-1983), e General Ship Repair (1983-atual).[1][2]

- Bethlehem Steel Company, Beaumont TX (Beaumont, Texas), as seguintes empresas estiveram no local: Beaumont Shipbuilding & Dry Dock Company (1917-1922),  Pennsylvania Shipyards (1922-1948), Bethlehem Steel (1948-1989), Trinity Beaumont (1989-1994), no local funciona atualmente uma unidade industrial da Chicago Bridge & Iron Company.[3]

- Bethlehem Steel Company, Elizabethport NJ (Elizabethport, Nova Jersey) o local começou a ser utilizado como estaleiro com a empresa Samuel L. Moore & Sons (1889-1893), depois pelo construtor naval Lewis Nixon (1893-1904), de (1905-1918) compartilharam o espaço os estaleiros J. W. Sullivan Co. e a Bethlehem Steel e na sequência por New Jersey Dry Dock & Transportation Co. (1918-1919). Após a Primeira Guerra Mundial, o local deixou de ser uma área industrial e foi transformado em um parque.[4]

- Bethlehem-Fairfield, Baltimore MD (Baltimore, Maryland), estaleiro foi criado para atender o esforço industrial da Segunda Guerra Mundial, sendo o primeiro navio lançado em setembro de 1941 e o último em setembro de 1945. No local funciona hoje instalações portuárias.[5]

- Bethlehem-Hingham, Hingham MA (Hingham, Massachusetts) instalações industriais construídas para atender o esforço industrial da Segunda Guerra Mundial, sendo o primeiro navio lançado em fevereiro de 1943 e o último em maio de 1945. O  local foi fechado após a Guerra.[6]

- Bethlehem Steel Company, Quincy MA (Quincy, Massachusetts), o local produziu navios continuamente de 1886 a 1986, estiveram no local os estaleiros The Fore River Ship & Engine Company (1886-1913), a Bethlehem Steel (1913-1963) e finalmente a General Dynamics (1963-1986). [7]

- Bethlehem Steel Company, San Francisco CA (São Francisco, Califórnia), construiram navios nesta instalação industrial os estaleiros Union Brass & Iron Works (1849-1906), Union Iron Works (1906-1917) e Bethlehem Steel (1906-1982).[8]

- Bethlehem Steel Company, San Pedro CA (San Pedro, Califórnia), a Western Pipe & Steel se estabeleceu no local no período de 1918 até 1925, quando as instalações foram compradas pela Bethlehem Steel que vendeu para a Southwest Marine em 1983, em 1997 o local foi ocupado pela US Marine Repair que em 2002 transferiu a propriedade para a United Defense Industries que finalmente em 2005 para a BAE Systems, atualmente o espaço faz parte do porto de Los Angeles.[9]

- Bethlehem Steel Company, Sparrows Point MD (Sparrows Point, Maryland), o primeiro estaleiro que ocupou a área foi Maryland Steel (1887-1916]), em 1916 a empresa foi adquirida pela Bethlehem Steel, que construiu navios no local até 1986.[10]

- Bethlehem Steel Company, Staten Island NY (Staten Island, Nova Iorque, lugar aonde funcionaram os seguintes estaleiros: McWilliams, Burlee & Co. (1888-1895), Burlee Dry Dock (1895-1907), Staten Island Shipbuilding (1907-1929), United Dry Docks (1929-1936), United Shipyards (1936-1938), Bethlehem Steel (1938-1959), e Mayship Repair (1959-atual).[11][12]

- Bethlehem Steel Company, Wilmington DE (Wilmington, Delaware), as seguintes empresas produziram navios no local Harlan & Hollingsworth (1837-1904), depois a Bethlehem Steel (1904-1926) e finalmente a Dravo Wilmington (1928-1965).[13]